# Golden Gate (Club)
Das Golden Gate ist ein Techno-Club in Berlin-Mitte. Er befindet sich in einem Brückenpfeiler der Berliner Stadtbahn in unmittelbarer Nähe des Bahnhofs Berlin Jannowitzbrücke. Im Nutzerranking des Internetportals für elektronische Musik Resident Advisor wurde der Club als einer der zehn beliebtesten in Berlin bewertet (Stand: September 2015).

## Geschichte
Das Golden Gate wurde 2002 gegründet. Betreiber sind Hubertus von Strachwitz und Reimund Spitzer. Musikalisch begannen die Gründer zunächst mit einem gemischten Programm, wozu unter anderem auch Konzerte mit Rock ’n’ Roll und Electroclash gehörte. Später wendete man sich dann sogenannten Afterhour-Partys zu. Heute öffnet der Club in der Regel donnerstags, freitags und samstags jeweils gegen Mitternacht, wobei es manchmal nur am Freitagnachmittag eine Unterbrechung gibt und die Partys ansonsten teilweise bis Montagmorgen durchgehen. Dabei wird hauptsächlich Techno und House aufgelegt. Zum Line-up gehört ein hoher Anteil von in Berlin ansässigen DJs, darunter aber auch international bekannte Namen wie beispielsweise regelmäßig Gerald Simpson, der die Entwicklung von Acid House in den 1980er Jahren international mitgeprägt hat oder Dirty Doering. 2015 wurde bekannt, dass das Gate seinen Mietvertrag um weitere zehn Jahre verlängert hat.

## Rezeption
Der Club fand wiederholt Erwähnung in der nationalen und internationalen Berichterstattung. Darunter sind Erwähnungen in der New York Times, die den Club als Beispiel dafür anführt, dass in Berlin immer noch in Ruinen gefeiert würde („Still Partying in the Ruins“), oder im britischen Guardian.